# 주얼리

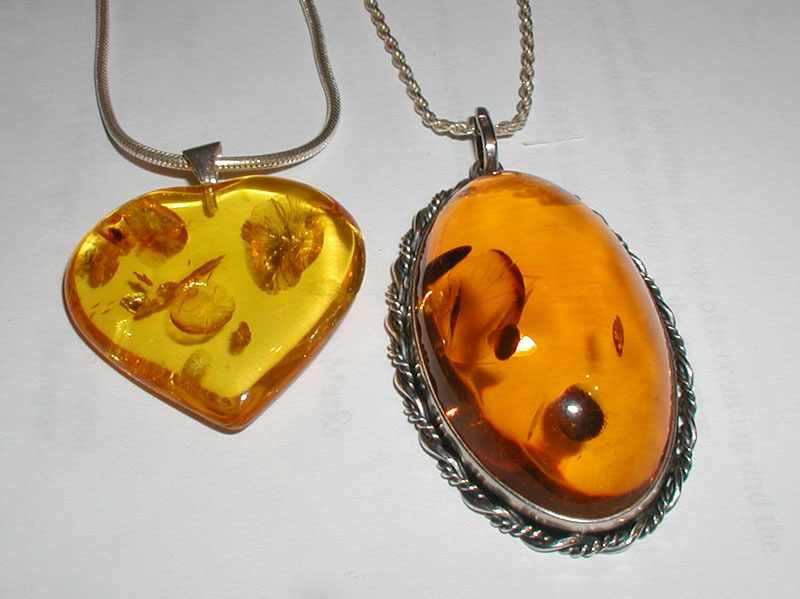
호박으로 된 악세서리.

주얼리(Jewellery(영국 영어) 또는 Jewelry(미국 영어))는 브로치, 반지, 목걸이, 귀걸이, 팔찌와 같은 조그마한 장신구를 가리킨다. 보석 원석으로 된 것들이 많아 보석류(寶石類)로 부르기도 하지만 조개와 다른 식물들이 사용되기도 한다.
주얼리는 몸이나 옷에 부착될 수 있다. 서양의 관점에서 이 용어는 꽃 등을 제외한 내구성 있는 장식품에만 국한된다. 수세기 동안 종종 보석과 결합된 금과 같은 금속이 보석의 일반적인 재료였지만 유리, 조개껍질 및 기타 식물 재료와 같은 다른 재료도 사용될 수 있다.
주얼리는 가장 오래된 유형의 고고학 유물 중 하나이다. 나사리우스 껍질로 만든 100,000년 된 구슬은 알려진 가장 오래된 유물로 생각된다. 주얼리의 기본 형태는 문화마다 다르지만 수명이 매우 긴 경우가 많다. 유럽 문화에서는 위에 나열된 가장 일반적인 형태의 주얼리가 고대부터 지속되어 온 반면, 다른 문화에서 중요한 코나 발목 장식과 같은 다른 형태는 훨씬 덜 일반적이다.
주얼리는 다양한 재료로 만들어질 수 있다. 보석과 호박 (화석), 산호, 귀금속, 비즈, 조가비 등 유사한 재료가 널리 사용되었으며 법랑이 중요한 경우가 많았다. 대부분의 문화권에서 주얼리는 물질적 특성, 패턴 또는 의미 있는 상징에 대한 지위의 상징으로 이해될 수 있다. 보석은 머리핀부터 발가락 고리, 심지어 생식기 보석까지 거의 모든 신체 부위를 장식하기 위해 만들어졌다. 현대 유럽 문화에서 성인 남성이 착용하는 양은 다른 문화 및 유럽 문화의 다른 기간에 비해 상대적으로 낮다.

## 같이 보기
- 보석학
- 철사 공예